# Джей, Маргарет
Маргарет Энн Джей, баронесса Джей Паддингтонская (англ. Margaret Ann Jay, Baroness Jay of Paddington, род. 18 ноября 1939) — британский политик от Лейбористской партии, бывшая телепродюсер и ведущая BBC.

## Ранние годы
Её отцом был Джеймс Каллагэн, политик-лейборист и премьер-министр, а образование она получила в средней школе Блэкхита в Блэкхите и Сомервиль-колледже в Оксфорде. 
С 1965 по 1977 год она занимала должности на BBC, работая над телевизионными программами о текущих событиях и дополнительном образовании. Затем она стала журналисткой престижной программы «Панорама» на BBC и программы «This Week» на Thames Television, а также вела сериал «Социальная история медицины» на BBC 2. Она проявляет большой интерес к вопросам здравоохранения, в частности, как активистка кампаний по борьбе с ВИЧ и СПИДом. Она была директором-основателем Национального фонда борьбы со СПИДом в 1987 году, а также является покровительницей организации Help the Aged.
С 1994 по 1997 год баронесса Джей была председателем благотворительной организации Attend (тогда Национальная ассоциация друзей больниц и общества). В 2003 году она была избрана вице-президентом Attend.

## Политическая карьера
29 июля 1992 года Джей была назначена пожизненным пэром с титулом баронессы Джей Паддингтонской, из Паддингтона в Вестминстере, и выступала в качестве оппозиционного организатора в Палате лордов. Её статус дочери бывшего премьер-министра привёл к тому, что после пожалования ей дворянского титула Маргарет прозвали «Шикарная специя» (англ. Posh Spice). Будучи пэром, совместно с профсоюзом рабочих цехов она возглавила оппозицию либерализации часов работы воскресной торговли.
После победы её партии на выборах в мае 1997 года она стала министром здравоохранения в Палате лордов. С 1998 года она была лидером Палаты лордов, сыграв ключевую роль в крупной реформе, которая привела к отстранению большинства её наследственных членов. 11 ноября 1999 года законопроект о реформе правительства (Закон о Палате лордов 1999 года) получил королевское одобрение, и более 660 наследственных пэров лишились права заседать и голосовать в Палате лордов. 
В 2001 году она ушла из активной политической деятельности. Среди многочисленных должностей, которые она занимала после ухода из политики, она была независимым директором BT Group.
Она была сопредседателем межпартийной комиссии по Ираку (вместе с Томом Кингом и Пэдди Эшдауном), которая была создана аналитическим центром Foreign Policy Centre и Channel 4. Перед своей отставкой Джей дала интервью, в котором сказала, что посещала «довольно стандартную среднюю школу», которая на самом деле была Blackheath High School, независимой школой (хотя, как отметила сама Джей, в тот период, когда она училась, это была школа с прямыми грантами – то есть гимназия, финансируемая государством с прямыми грантами). Она вызвала насмешки, когда сказала, что понимает нужды сельских избирателей, поскольку у неё есть «маленький коттедж» в деревне, который оказался домом стоимостью 500 000 фунтов стерлингов в Ирландии, а также у неё есть «значительная недвижимость» в Чилтернсе.

## Личная жизнь
В 1961 году Каллагэн вышла замуж за своего коллегу-журналиста Питера Джея, сына родителей-политиков: Дугласа Джея, депутата парламента от Лейбористской партии и президента Совета по торговле, и Маргарет Гарнетт, члена Совета Большого Лондона. Питер Джей был назначен послом в США своим другом Дэвидом Оуэном, министром иностранных дел в правительстве её отца, что привело к обвинениям в кумовстве. 
Находясь в Соединённых Штатах, Маргарет познакомилась с журналистом Карлом Бернстином, с которым в 1979 году у неё был широко известный внебрачный роман. Тогдашняя жена Бернстина Нора Эфрон описала эту историю в своём романе «Изжога», в котором персонаж Тельма является тонко замаскированным воплощением Джей. Затем у Питера Джея случился роман с их няней, в результате которого у него родился ребёнок (первоначально он отрицал отцовство). Супруги Джей развелись в 1986 году после 25 лет брака.
В 1994 году она вышла замуж за специалиста по СПИДу Майкла Адлера, который был председателем Национального фонда по борьбе со СПИДом, когда она была его директором. Маргарет сохранила свою фамилию от первого брака. У неё трое детей: Тэмсин, Элис и Патрик.